# 朱棣文

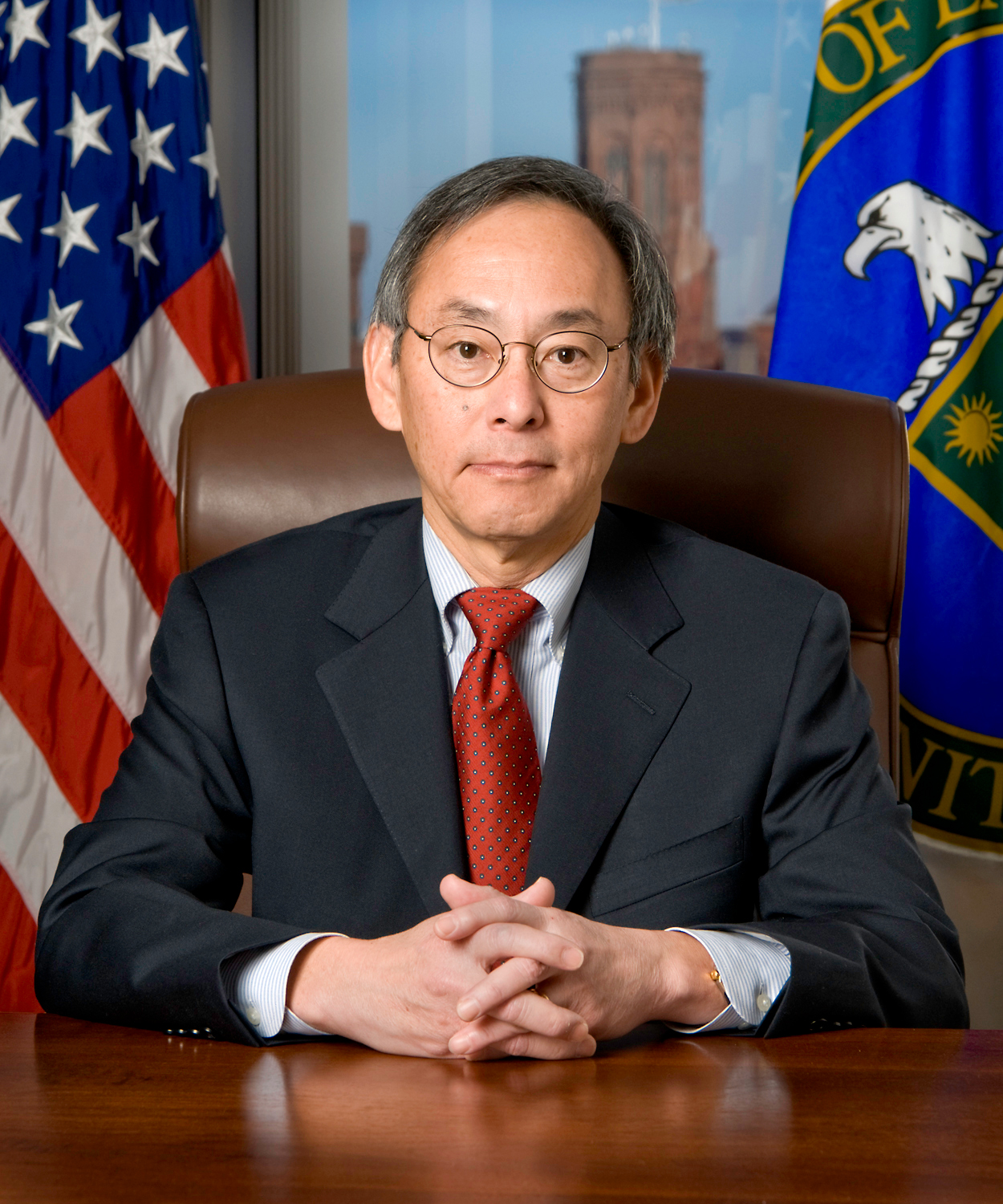
第12任美國能源部長

朱棣文 FREng ForMemRS （1948年2月28日—），美国华裔物理学家，出生及成長於美國聖路易斯，因發展用激光冷卻和捕獲原子的方法而獲得1997年諾貝爾物理學獎。2009年至2013年任美國能源部部長。加州大學華裔學者協會創會理事之一。
朱棣文曾是美國加州大學伯克利分校的物理學和分子和細胞生物學教授和勞倫斯伯克利國家實驗室的主任，他的研究領域的主要是研究在單分子水平的生物系統。在此之前，他曾在斯坦福大學教授物理學。他積極主張進行更多對於可再生能源和核能的研究，他认为從化石燃料轉變出來是應對氣候變化的關鍵。例如，他曾設想一個全球性的“葡萄糖經濟”，一個低碳經濟形式，即将熱帶植物生產出的葡萄糖運到全世界，如同今天的石油一樣。

## 生平
朱棣文出生在美国的密苏里州圣路易斯，毕业于Garden City高中。他1970年于罗切斯特大学获学士学位，1976年于加州大学伯克利分校获物理学博士学位，在这期间，他获得国家科学基金会博士预备生奖学金。2011年，获得纽约大学理工学院工学荣誉博士学位，并在纽约大学理工学院第156届毕业典礼致辞。
朱棣文生于学者之家。他的父亲朱汝瑾在麻省理工学院获得化学工程博士学位，并且任教于圣路易斯华盛顿大学以及布鲁克林工学院（现纽约大学理工学院），被选为中研院院士，而他的母亲李静贞学习经济学。外祖父李书田在康奈尔大学获得土木工程博士学位，中国近代水利工程科学的开拓者之一，曾任北洋大学工学院院长。他母亲的伯父是物理学家李書華，在索邦大学获得物理学博士，曾担任中华民国教育部部长并于1948年当选中研院院士。他的哥哥朱筑文（Gilbert Chu）是斯坦福大学一名生物化学及医学教授。他的弟弟朱钦文（Morgan Chu）是Irell Manella LLP法律公司的股东之一并且曾担任过事务所联合经营合伙人。至于其他家人，他的两个兄弟以及四个堂（表）兄弟姐妹获得三个医学博士学位（M.D.），四个哲学博士学位（Ph.D），以及一个法学博士学位（J.D.）。1997年，他与Jean Fetter结婚，他的太太是一位英国裔的美国人，并且是毕业于牛津大学的物理学家。他有两个儿子，Geoffrey和Michael，为他的前妻Lisa Chu-Thielbar所生。

## 成就

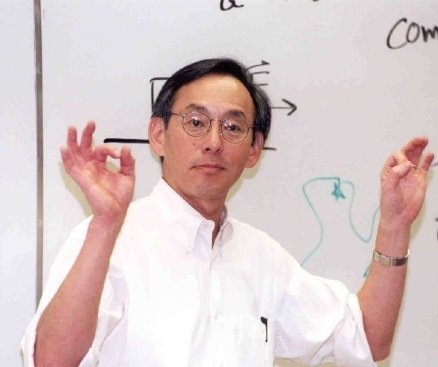
朱棣文在課堂演講。

朱棣文於1976年取得美國加州大學柏克萊分校物理學博士學位，1993年獲選為美國國家科學院院士，1997年以關於原子和粒子的激光冷却的研究，獲得當年的諾貝爾物理學獎，成為繼楊振寧、李政道、丁肇中後，第四位榮獲諾貝爾物理學獎的华人，時年四十九歲。亦是史丹福大學物理学教授、中華民國中央研究院院士、中華人民共和国中国科学院外籍院士、加州大学华裔学者协会创会理事以及曾為哈佛大学校长候选人之一。
2004年8月，出任勞倫斯伯克利國家實驗室主任。實驗室隸屬於美國能源部，是美國歷史最悠久的國家級研究室。在朱棣文的領導下，勞倫斯伯克利國家實驗室已經成爲生物燃料和太陽能技術的研究中心。他牽頭在實驗室的Helios計劃，該計劃旨在開發利用太陽能發電作為可再生能源的來源，用於運輸。
2008年12月15日，美國當選總統巴拉克·歐巴馬提名朱棣文出任能源部部長。2009年1月21日，朱棣文宣誓就任能源部部長，他是繼前勞工部部長趙小蘭後，第二位出任美國內閣首長的華人，更是首位擔任美國內閣首長的諾貝爾獎得主。朱棣文負責美國聯邦政府能源政策制定，能源行業管理，能源相關技術研發、核武器的研製和管理，防止核擴散等重要工作。美國政府未來在制訂能源政策時，將面對前所未有的挑戰，能源部部長將擔當一個更加重要的角色，而朱棣文被認為是肩負這項重任的理想人選。

## 政策主张

### 能源与全球变暖

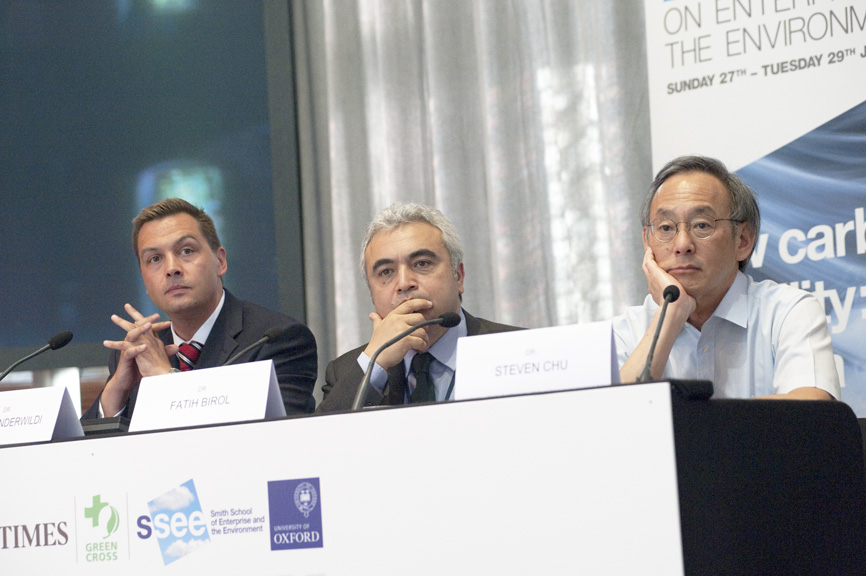
2010年在牛津大學的牛津聯盟的他。

朱棣文支持更多的研究可替代能源与核能，认为必须用其替代现有的化石燃料来对抗全球变暧。在“2009国家科学杯”竞赛中，他强调了理工科学生未来对环境规划和全球倡议的重要性，说道，一座普通煤电站所造成的辐射危害超过一座核电站的一百倍。
朱棣文同时警告说，本世纪内全球变暖将会彻底摧毁加利福尼亚的农业。
他还加入到了哥本哈根气候委员会——这一国际间的商务和科技合作机构，这为2009年哥本哈根世界气候大会创造良好的契机。
朱棣文在说服投标组建新的能源生物科学研究所上发挥着重大的作用。该研究所由英国石油公司投资5亿美元由美国加利福尼亚大学伯克利分校、劳伦斯·伯克利国家实验室以及伊利诺伊大学香槟分校共同领导实施成立的。然而这一事件却引起了加州大学伯克利分校的一片争议。许多人都担心此项联合有可能影响学校学术独立性的名声。
依據他在加州大學伯克利分校的部分研究工作，朱棣文推測了一個全球性的“葡萄糖經濟”，一個低碳經濟的一種形式，可以取代目前的系統。在未來，特殊品種的高葡萄糖植物在熱帶地區生長，進行處理，然後將運該化學品運到其他國家，好像今天的石油一樣。《聖彼得堡時報》表示，朱棣文的概念“以應對全球變暖的所需的規模顯示了遠見”。

## 荣誉与成就
朱棣文于1995年获得了德国洪堡基金会的洪堡奖。在1997年他与克劳德·科恩·谭诺蒂齐和威廉·丹尼尔·菲利普斯因发明了“用激光冷却和俘获原子的方法”共获诺贝尔物理学奖。朱棣文现为美国国家科学院院士、美国艺术和科学院院士、美国物理学会會員、中華民國中央研究院院士、中国科学院外籍院士以及韩国科学技术研究院外籍院士。
在2007年，朱棣文在波士顿大学毕业典礼上发表了演说，并获得该校荣誉博士学位。位于加利福尼亚核桃溪市伯克利西部的《Diablo》杂志在2009年四月刊评选朱棣文博士为该年度生态大奖得主。紧接着在2009年哈佛大学的毕业典礼上被授予荣誉博士学位。在2011年，他在紐約大學理工學院也被授予榮譽學位，这是他的父親曾教了好幾年的同一機構。2012年5月於賓州州立大學的畢業典禮上致詞並被授與榮譽博士學位。
2018年10月，教宗方济各任命朱棣文为宗座科学院院士。

### 能源部部长

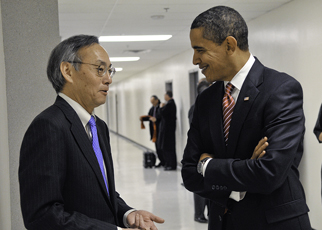
2009年2月5日朱棣文與美國總統奧巴馬會面。

2009年1月20日，美国联邦参议院无异议通过朱棣文担任能源部长的提名，并在2009年1月21日宣誓就任奥巴马新一任政府的能源部长一职。朱棣文是首位担任美国内阁首长的诺贝尔奖得主，同时也是继前劳工部长赵小兰后，第二位出任美国内阁首长的华人。
但是，他的科學工作仍在繼續，包括了在2010年2月發表一篇論文關於重力紅移在《自然》雜誌（463，926-929）上，第二篇共同撰寫的論文發表於2010年7月。
在2011年3月，朱棣文說，聯邦監管機構不應該因爲福島第一核電站災難，而拖延審批計劃的美國核電廠的建設許可證。“我認為這些東西可以繼續。”朱棣文在國會山告訴記者，他指的是在美国核能管理委员会的待審批的建設許可證申請。
在歐巴馬總統於2009年在國會發表演講，與2013年国情咨文時，朱棣文部長因被選為指定倖存者而無法參加。

### 其他職務
2019年2月22日就任美国科学促进会主席。他還是美中绿色能源促进会首席科学家。

## 家庭
- 父親朱汝瑾（Ju Chin Chu），1940年毕业于国立清华大学化学工程系，1943年到美国就读麻省理工学院，1946年获博士学位后定居美国。
- 母亲李静贞（Ching Chen Li），1945年毕业于国立清华大学经济学系，麻省理工學院工商管理硕士。著名水利学家李书田之女。
- 哥哥朱築文（Gilbert Chu），史丹福大學醫學院教授。
- 弟弟朱欽文（Morgan Chu），律師事務所合夥人。
- 妻  简·朱（Jean Fetter），英国物理学家，生于英国威尔斯，任斯坦福大学助理校长兼招生办主任。兩人於1997年結婚。[23]
- 與前妻（Lisa Chu-Thielbar）育有兩子：Geoffrey和Michael。